# Perfectos desconocidos (film, 2018)
Perfectos desconocidos je mexický hraný film z roku 2018, který režíroval Manolo Caro  podle italského filmu Naprostí cizinci z roku 2016. Snímek měl světovou premiéru na Mezinárodním filmovém festivalu v Morelii dne 23. října 2018.

## Děj
Sedm přátel se schází na večeři. Během konverzace u stolu hostitel večera nabídne, aby si zahráli hru: mobilní zařízení všech se položí uprostřed stolu a všechny zprávy, e-maily a konverzace všech budou zveřejněny ostatním. Hra postupně nabírá ostřejší a temnější obrátky, jak se začínají odhalovat tajemství jejích účastníků.

## Obsazení
| Bruno Bichir         | Alonso  |
| Mariana Treviño      | Flora   |
| Cecilia Suárez       | Eva     |
| Manuel Garcia-Rulfo  | Mario   |
| Ana Claudia Talancón | Ana     |
| Miguel Rodarte       | Ernesto |
| Franky Martín        | Pepe    |